# Občan Brych
Občan Brych je román českého spisovatele Jana Otčenáška, vydaný roku 1955. Na motivy knihy byl roku 1958 natočen film, který pozvedl svou rolí Karel Höger. (Hrála zde i např. Vlasta Fialová, Otomar Krejča, Zdeněk Štěpánek, aj.) Film režíroval Otakar Vávra.
Děj začíná za nacistické okupace Československa v továrně, kde je totálně nasazený právník Brych. Po Únoru 1948 však nechce zůstat v totalitní zemi, a tak se rozhodne utéci přes šumavské lesy na západ. V převaděčské chatě se ale setká s rozhádanými lidmi, a tak se společně s bývalou přítelkyní, kterou zde také potká, vracejí zpět – s takovými lidmi by nechtěl žít. Za komunistického režimu smělo toto dílo vyjít pouze díky tomu, že si ho komunistická propaganda vyložila po svém.